# Corgarff Castle

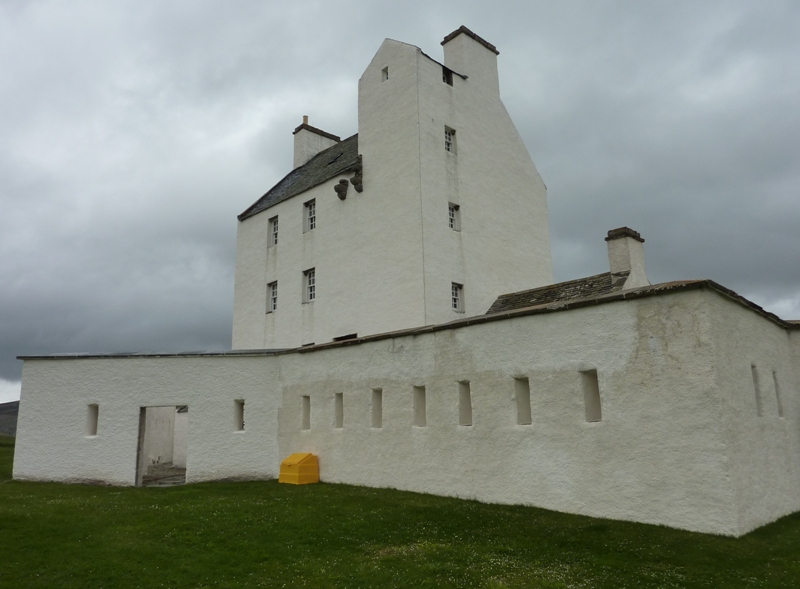
De ingang door de omwalling bevindt zich aan de zuidzijde.

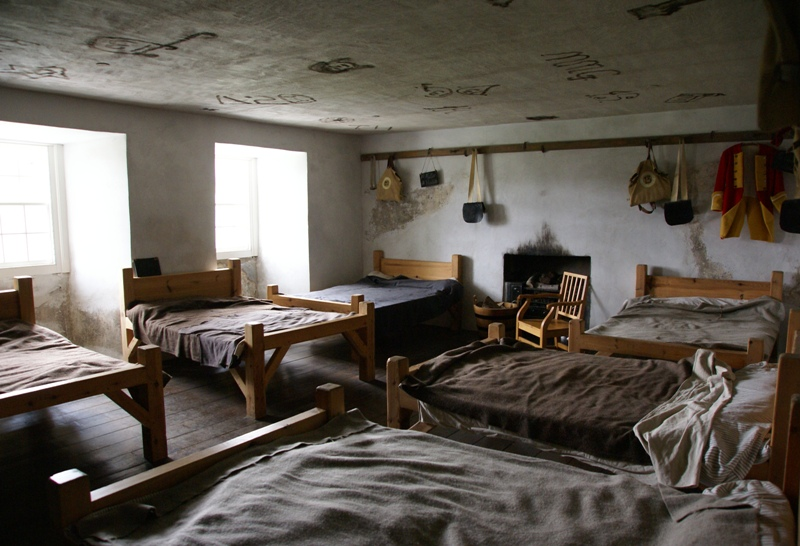
Een van de als barak ingerichte verdiepingen.

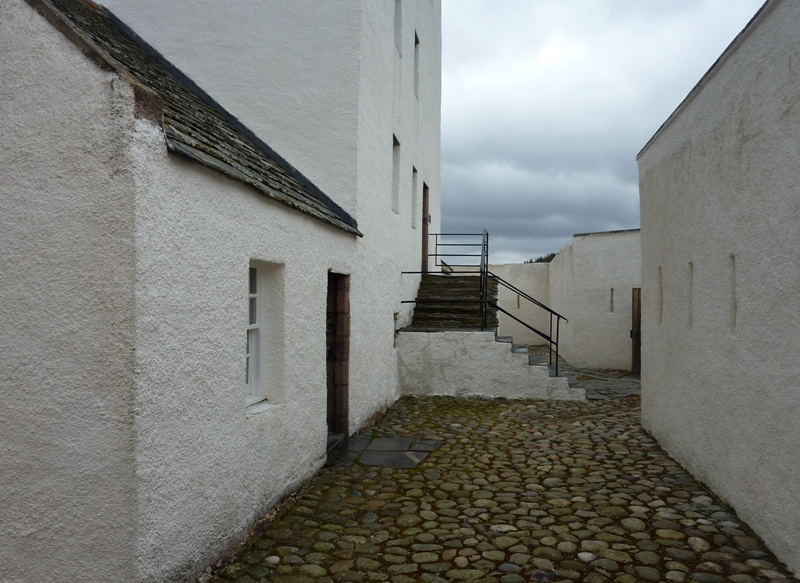
De binnenplaats, gezien vanuit het westen met links het westelijk paviljoen. De stenen trap leidt naar de hoofdingang.

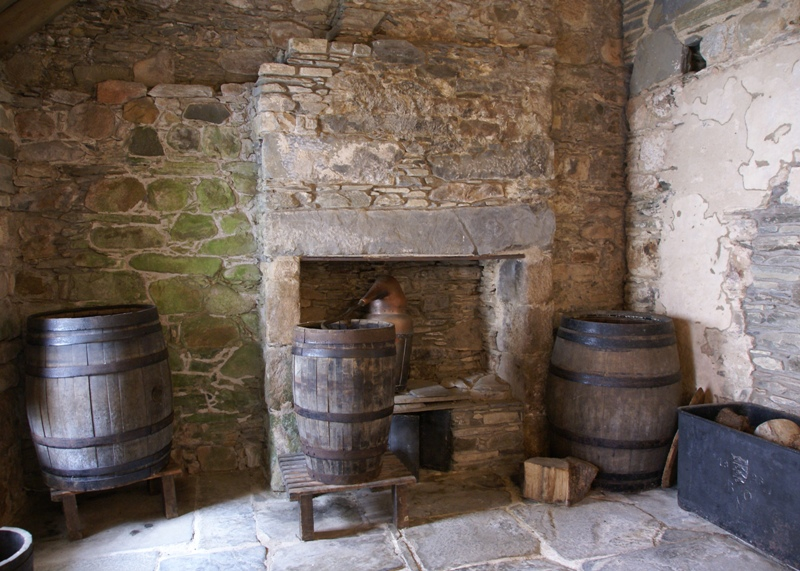
De distilleerderij in het westelijk paviljoen.

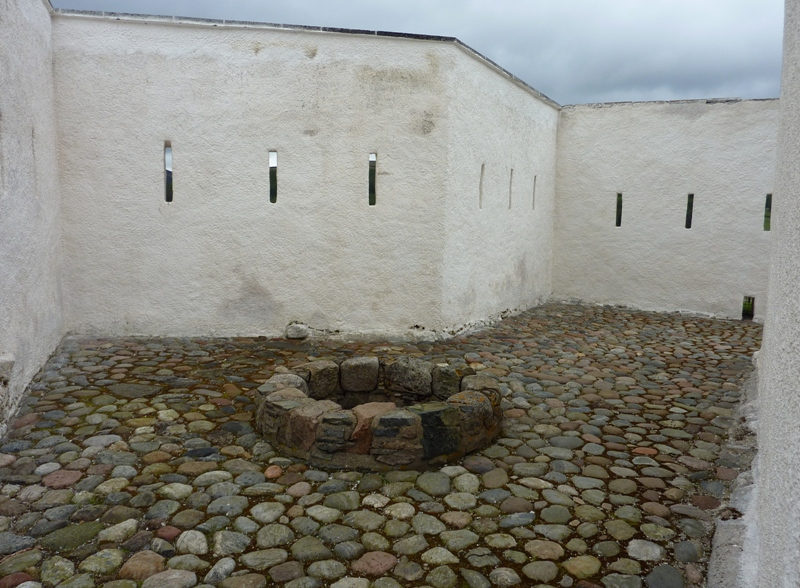
De waterput op de binnenplaats.

Corgarff Castle is een zestiende-eeuws kasteel, gelegen in Corgarff, Strathdon, in de Schotse regio Aberdeenshire. In de achttiende eeuw werd het kasteel omgebouwd tot soldatenbarak.

## Geschiedenis

### Zestiende eeuw
In 1507 gaf Jacobus IV het Forest of Corgarff (het jachtreservaat Corgarff) aan Alexander Elphinstone, die woonde in Kildrummy Castle. Hij werd ook benoemd tot de eerste Lord Elphinstone. In 1546 gaf de tweede Lord Elphinstone het Forest of Corgarff als huwelijksgeschenk aan zijn oudste zoon. Wellicht werd toen Corgarff Castle gebouwd.
Kort na het huwelijk werden de landerijen van Corgarff toegekend aan een van de leenmannen van Lord Elphinstone, namelijk John Forbes van Towrie. Het zou eveneens kunnen dat hij degene was die Corgarff Castle liet bouwen. Het kasteel werd in ieder geval rond 1550 gebouwd.
De clan Forbes had een vete met de clan Gordon. In de winter van 1571 werden de Gordons van Druminnor Castle afgeslacht, waarna een veldslag volgde nabij Tillyangus. De mannen van de clan Forbes sloegen hierbij op de vlucht. In november van hetzelfde jaar overviel Adam Gordon, Laird van Auchindoun Corgarff Castle met de bedoeling om Forbes van Towrie gevangen te nemen. Deze was echter niet thuis. De Gordons staken het kasteel in brand en vermoordden daarmee 24 mensen in het kasteel, waaronder Margaret, de vrouw van Forbes. Deze daad is overgeleverd in de vorm van de ballade Edom o' Gordon.

### Zeventiende eeuw
In 1607 werd Corgarff Castle bezet door een groep plaatselijke bandieten gesteund door de Highland thieves (de Highland-dieven).
In 1645 was het kasteel in handen van de koningsgezinde markies van Montrose.
Tijdens de Jakobitische opstand van 1689 staken de Jakobieten Corgarff Castle in brand, zodat het regeringsleger in het kasteel geen garnizoen kon legeren. Vervolgens verwierf John Erskine, zesde graaf van Mar het kasteel. In 1715 startte deze graaf de derde Jakobietenopstand vanuit Kildrummy Castle om via Corgarff Castle naar Braemar te gaan. Het kasteel kwam vervolgens weer in handen van de familie Forbes van Skellater.

### Achttiende eeuw
Tijdens de vijfde Jakobietenopstand (1745-1746) nam het leger van Bonnie Prince Charlie in de lente van 1746 Corgarff Castle in en gebruikte het kasteel om er grote hoeveelheden buskruit, musketten en munitie op te slaan. Eind maart kwam een regeringsleger, 300 man infanterie en 100 man cavalerie, onder leiding van Lord Ancrum uit Aberdeen naar Corgarff Castle, dat haastig was verlaten door het garnizoen. Een deel van de voorraden was door het terugtrekkende garnizoen vernietigd; de rest werd door het regeringsleger opgeruimd. Op 16 april 1746 werden de jakobieten definitief verslagen in de Slag bij Culloden.
Na Culloden besloot de regering om ook Aberdeenshire te voorzien van permanente garnizoenen in plaats van zich te beperken tot de westelijke en centrale hooglanden. In 1748 werd Corgarff Castle omgebouwd tot barakken en werd er een garnizoen gelegerd, net als in het nabijgelegen Braemar.
In 1750 had ensign Robert Rutherford, dienend in de 13th Foot onder leiding van generaal Pulteney, het commando over het garnizoen, dat bestond uit 45 man. De commandant, een sergeant, een korporaal en 21 mannen waren continu ingekwartierd in het kasteel, de rest was op patrouille in het onrustige Strathdon. In 1754 bleek het gebied veel rustiger te zijn geworden. Op het eind van de achttiende eeuw was het militaire belang van Corgarff Castle dusdanig verminderd, dat er nog slechts twee à drie Invalids - soldaten die niet meer geschikt waren voor actieve dienst in het veld - waren gelegerd.

### Negentiende eeuw
In 1802 werd Corgarff Castle verhuurd aan James McHardy, die het als boerderij gebruikte. In 1826 beschikte hij over een vergunning voor het stoken van whisky. In juli van datzelfde jaar werd de stokerij in brand gestoken; de dader werd nooit gevonden.
In 1827 werd McHardy gevraagd het kasteel weer beschikbaar te stellen voor het regeringsleger dat door het hele land jacht maakte op illegale whiskyproducenten en -smokkelaars. Het garnizoen bestond uit een kapitein, een onderofficier en 56 man van het 25th Regiment of Foot. In 1831 werd het kasteel door het garnizoen verlaten en raakte het kasteel langzaam in verval. Het kasteel werd eerst door boerenknechten bewoond, later door de zussen Ross, die er tot 1912 verbleven.

### Twintigste eeuw
In 1961 werd de ruïne van Corgarff Castle in staatsbeheer gegeven door Sir Edmund en Lady Stockdale. Het kasteel werd vervolgens gerestaureerd en teruggebracht in de staat zoals het was in de achttiende eeuw.

## Bouw
Corgarff Castle bestaat uit een zestiende-eeuwse woontoren van bijna vijftien meter hoog met een rechthoekige plattegrond met een oppervlakte van twaalf bij acht meter. Het kasteel had opslagruimte op de begane grond, de hal en keuken bevonden zich op de eerste verdieping en de twee lagen erboven waren ingericht als slaapkamers. In de zuidoostelijke hoek bevond zich een stenen wenteltrap. De toegang tot het kasteel bevindt zich op de eerste verdieping en was bereikbaar via een houten constructie. Boven de ingang bevond zich een mezekouw, waarvan enkel de kraagstenen zijn overgebleven.
In de achttiende eeuw werd het stenen plafond van de hal verwijderd en werd een extra houten tussenvloer aangebracht om meer ruimte te creëren. De eerste verdieping werd ingericht als kamer voor de commandant. In 1847 werd de keuken eveneens omgebouwd om een officier te huisvesten. De twee verdiepingen erboven werden ingericht voor de huisvesting van de soldaten.
De stenen wenteltrap werd vervangen door een houten trap. Tevens werd een stenen trap gebouwd naar de toegang van het kasteel.
In 1748 werden de gebouwen rond de binnenplaats afgebroken en vervangen door twee paviljoenen. Het westelijke paviljoen werd ingericht als bakkerij en brouwerij. In 1826 was dit paviljoen ingericht als whiskystokerij. Het oostelijke paviljoen bevatte de wachtkamer en de gevangenis, totdat het in 1827 werd omgebouwd tot kruithuis.
Om het kasteel heen werd een stervormige omwalling aangebracht met schietgaten. Deze verdediging was bedoeld om lichtbewapende aanvallers, die geen artillerie hadden, tegen te houden. De toegang door de omwalling bevindt zich aan de zuidzijde.
Op de binnenplaats bevindt zich aan de westelijke zijde een waterput, die mogelijk uit de zestiende eeuw stamt.

## Beheer
Corgarff Castle wordt beheerd door Historic Environment Scotland.